# Debbie Deitering
Debbie Deitering (ur. w 1972 w Oregonie) – amerykańska modelka.

## Kariera
Kariera Debbie w modelingu trwała dziewięć lat. Zaczynała w 1992 roku, wówczas podpisała kontrakt z agencją w Seattle i zaczęła pojawiać się na lokalnych pokazach mody. Przełom w jej karierze nastąpił w 1993 roku kiedy podpisała kontrakt z jedną z paryskich agencji. Zaczęła pojawiać się na wybiegu u najlepszych projektantów i domów mody na świecie, jak: Chanel, Emanuel Ungaro, Dolce & Gabbana, Jil Sander, Marcel Marongiu, Martine Sitbon, Kenzo, Paco Rabanne, Sportmax, Yohji Yamamoto, Yves Saint Laurent. W 1995 roku pojawiła się na okładce niemieckiego wydanie magazynu Vogue, po czym jej kariera zaczęła nabierać rozpędu. W latach 1997–1998 dostała najwięcej zleceń. Do wymienionych już wcześniej projektantów dołączyli: Antonio Berardi, Balenciaga, Bella Freud, Chloé, Christian Dior, Clements Ribeiro, Cynthia Rowley, Dries van Noten, Erreuno, Fendi, Hussein Chalayan, John Galliano, Karl Lagerfeld, Krizia oraz Valentino.
W 2001 roku pojawiła się ostatni raz na wybiegu, prezentując w Paryżu kolekcję dwóch projektantów: Christiana Diora oraz Johna Galliano.